# Where the Road Leads
Where the Road Leads (im Serbischen auch Ovuda ce proci put oder Ovuda će proći put) ist ein Thriller von Nina Ognjanović. In diesem wird das Leben der Bewohner eines Bergdorfes durch den unerwarteten Besuch eines Fremden grundlegend verändert. Die Premiere des Films erfolgte im Januar 2023 beim Slamdance Film Festival.

## Handlung

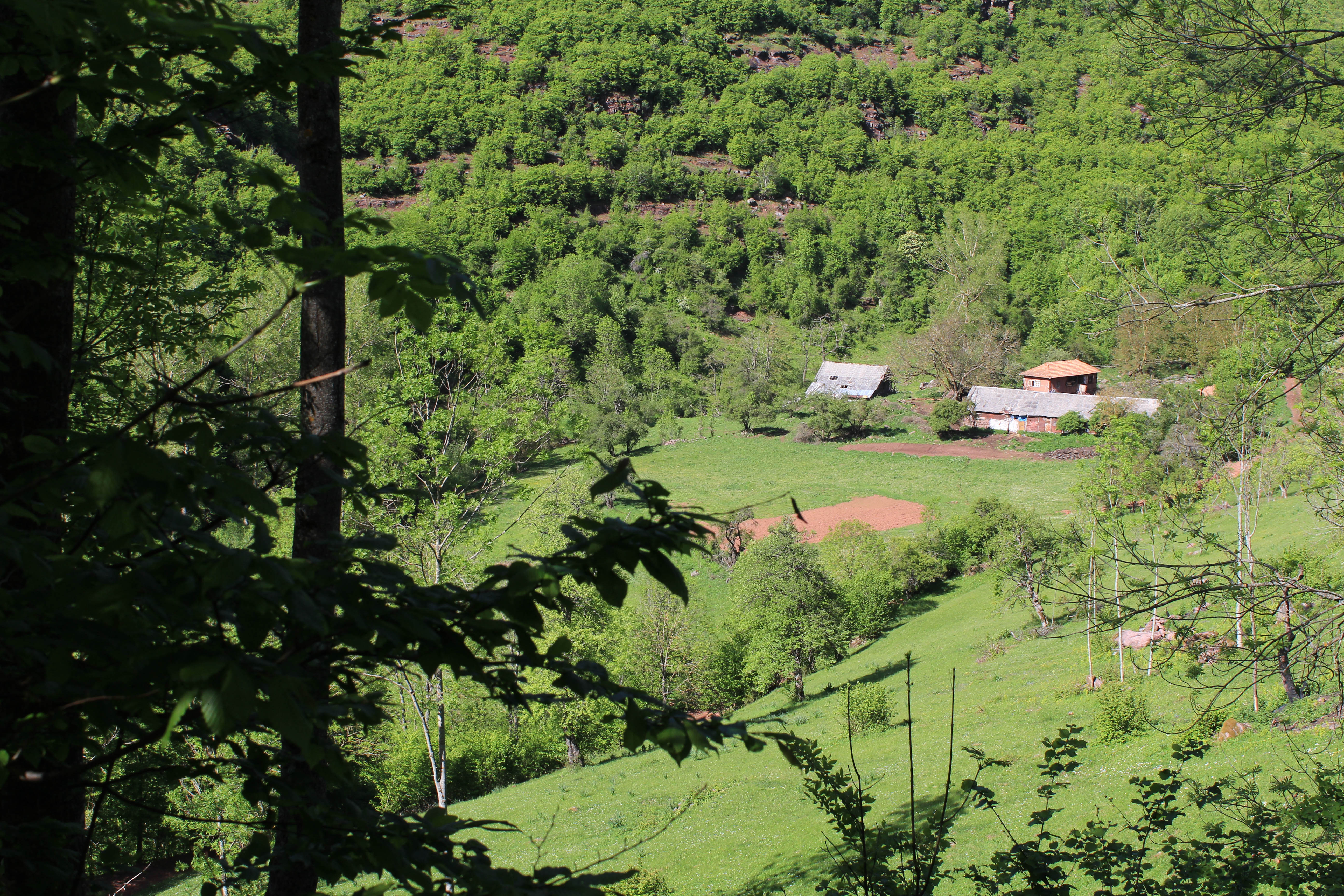
Die Dreharbeiten fanden in Topli Do im Südosten Serbiens statt

Als ein Fremder namens Novi in ein abgelegenes Bergdorf im serbischen Balkangebirge kommt, sind die Dorfbewohner misstrauisch. Bei früheren Besuchen von Fremden machten sie die Erfahrung, dass diese meist nichts Gutes im Schilde führen. Novis Ankunft in dem Dorf fällt mit einem Stromausfall zusammen, der jedoch auch mit dem Bau einer neuen Autobahn in der Nähe in Zusammenhang stehen könnte. Einige der Dorfbewohner glauben jedoch, der Besucher könnte damit etwas zu tun haben. Eine kleine Gruppe plant daher, Novi zu töten, doch die 18-jährige Jana versucht dies mit allen Mitteln zu verhindern.

## Produktion

### Regie und Drehbuch
Where the Road Leads ist der erste Spielfilm der serbischen Regisseurin Nina Ognjanović, die auch das Drehbuch schrieb. Sie wurde 1995 in Belgrad geboren und schrieb sich im Jahr 2016 für Film- und Fernsehregie an der dortigen Fakultät für Schauspielkunst ein. Als Teil des Studiums drehte sie die Kurzspielfilme Novi televizor und Plaču. Where the Road Leads ist ihr Abschlussfilm. Ognjanović erzählt ihren Thriller nichtlinear und mit komödiantischen Untertönen.

### Besetzung und Dreharbeiten
Jana Bjelica und Zlatan Vidović sind in den Hauptrollen als Jana und der neu ins Dorf gekommene Novi zu sehen. Branislava Stefanović spielt Ruža, die Wirtin der Taverne. Svetozar Cvetković spielt ihren Ehemann und  Kinderdarsteller Demijan Kostić ihren Enkel Mirko.  Ninoslav Ćulum und Vladimir Maksimović spielen die Brüder Petar und Pavle. Eva Ras, die bereits 1964 in Robert Siodmaks Der Schut an der Seite von Lex Barker zu sehen war, spielt Rajka, die Großtante des Fremden. Igor Filipovićn ist in der Rolle des Gesetzeshüters Đura zu sehen und Pavle Čemerikić in der Rolle des Sohns des Barbiers im Dorf. Auch Zoran Živković, Dušan Ćule Jović, Mario Šaran, Rade Miljanić, Boško Puletić, Draga Ćirić Živanović, Slađa Radivojević und Vujadin Milošević finden sich auf der Besetzungsliste.
Die Aufnahmen entstanden im September 2021 an 17 Drehtagen in der Ortschaft Topli Do im Südosten Serbiens. Zu dem Umstand, dass diese Gegend nicht nur schwer zu erreichen ist, sondern sie während der Dreharbeiten auch keinen Internet- und Mobilfunkempfang hatten, bemerkte die Regisseurin. „Es ist ein Wunder, dass wir es geschafft haben, diesen Film zu machen. Es war wie der Wilde Westen in seinen wildesten Jahren. Die Einheimischen mochten uns anfangs nicht, aber als sie sahen, wie hartnäckig und verzweifelt wir waren, gaben sie schließlich nach. Ohne sie wären wir untergegangen.“ Als Kameramann fungierte Vladislav Andrejević. Er hielt die Aufnahmen bei seiner Arbeit in erdigen Grau-, Rostrot- und Brauntönen.

### Filmmusik, Marketing und Veröffentlichung
Die Filmmusik komponierte Ana Krstajić. Sie war zuletzt für den Historien- und Abenteuerfilm Heroji von Goran Nikolić tätig.
Die Weltpremiere erfolgte am 22. Januar 2023 beim Slamdance Film Festival. Kurz zuvor sicherte sich Circus Road Films die Rechte für den Film. Der erste Trailer wurde ebenfalls kurz vor der Premiere vorgestellt. Ende Februar, Anfang März 2023 wurde er beim Belgrade International Film Festival gezeigt. Im Mai 2023 wurde der Film beim Riviera International Film Festival und hiernach beim Mammoth Lakes Film Festival vorgestellt. Im November 2023 wird der Film beim Filmfestival Cottbus gezeigt.

## Rezeption

### Kritiken
Marko Stojiljković erklärt in seiner Kritik im Online-Filmmagazin Cineuropa, ein Film müsse nicht im US-amerikanischen Westen spielen, um ein Western zu sein, aber er müsse die Genre-Tropen richtig treffen, selbst wenn er zum Beispiel irgendwann zwischen den 1980er und den 2020er Jahren in einem sehr ländlichen Teil von Südostserbien spiele. In dieser Hinsicht habe Nina Ognjanović mit Where the Road Leads die meisten Dinge richtig gemacht. Die Zeit scheine in diesem Dorf stillzustehen, bis sie durch eine Rückblende auf den Vortag eine Art von Time-Hopping-Struktur schaffe, die sich als cleverer Schachzug erweise. Es gelinge Ognjanović, diese zeitlose Geschichte mit Eleganz zu erzählen, und der Film sei ein atemberaubendes, stilvolles und sicheres Debüt, das bei den ganzen Western- und Hillbilly-Noir-Tropen absolut alles richtig mache.

### Auszeichnungen
Belgrade International Film Festival 2023
- Auszeichnung mit dem Publikumspreis (Nina Ognjanović)[14]

Filmfestival Cottbus 2023
- Nominierung im Wettbewerb Spielfilm[12]

Mammoth Lakes Film Festival 2023
- Auszeichnung als Bester internationaler Spielfilm[15]

Slamdance Film Festival 2023
- Lobende Erwähnung beim Narrative Feature Grand Jury Prize (Nina Ognjanović)
- Auszeichnung als Bester Spielfilm mit dem Publikumspreis (Nina Ognjanović)[16]